# Grubser Tobel
Koordinaten: 47° 9′ 0″ N, 9° 52′ 0″ O
Das Grubser Tobel ist ein kleines Gebirgstal am Südhang des Lechquellengebirges  in Vorarlberg im Gemeindegebiet von Bludenz. Es besteht aus zwei Ästen, dem Äußerem (westlich des markant und schroff über dem Klostertal aufragenden Stierkopfes, 1801 m ü. A.), und dem Inneren Grubser Tobel (östlich des Stierkopfes). Grafik rechts: Lage in Österreich

## Topographie
Es liegt östlich des Rungeliner Waldes in der Parzelle Grubs/Radin oberhalb des Klostertals und wird von einem kleinen Gebirgsfluss durchflossen.

Das anfangs breite, hauptsächlich von Weiden überzogene Tal beginnt auf etwa 625 Meter an der Mündung des Baches in die Alfenz, gabelt sich in etwa 750 m Seehöhe in die eingangs erwähnten beiden Äste und erstreckt sich, immer schmaler und schroffer werdend, bis auf über 1500 Meter Höhe unterhalb des höchsten Punktes (1579 m) der Katzenköpfe, der Elsspitze (1980 m) und des Stierkopfs (1801 m).

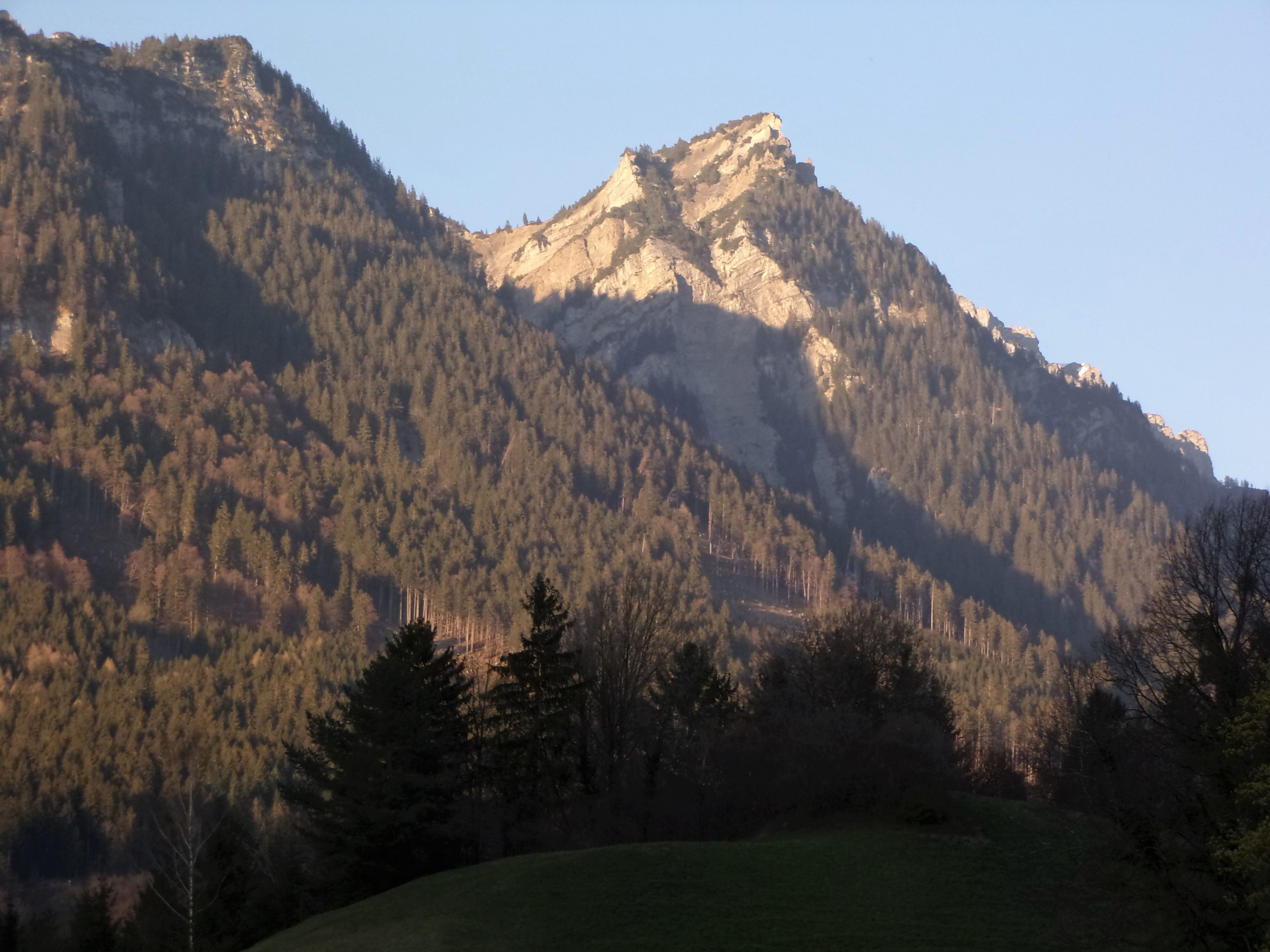
Der Stierkopf in der Abendsonne, davor das bereits im Schatten liegende Äußere Grubser Tobel. Links oben der höchste Punkt (1579 m) der Katzenköpfe.
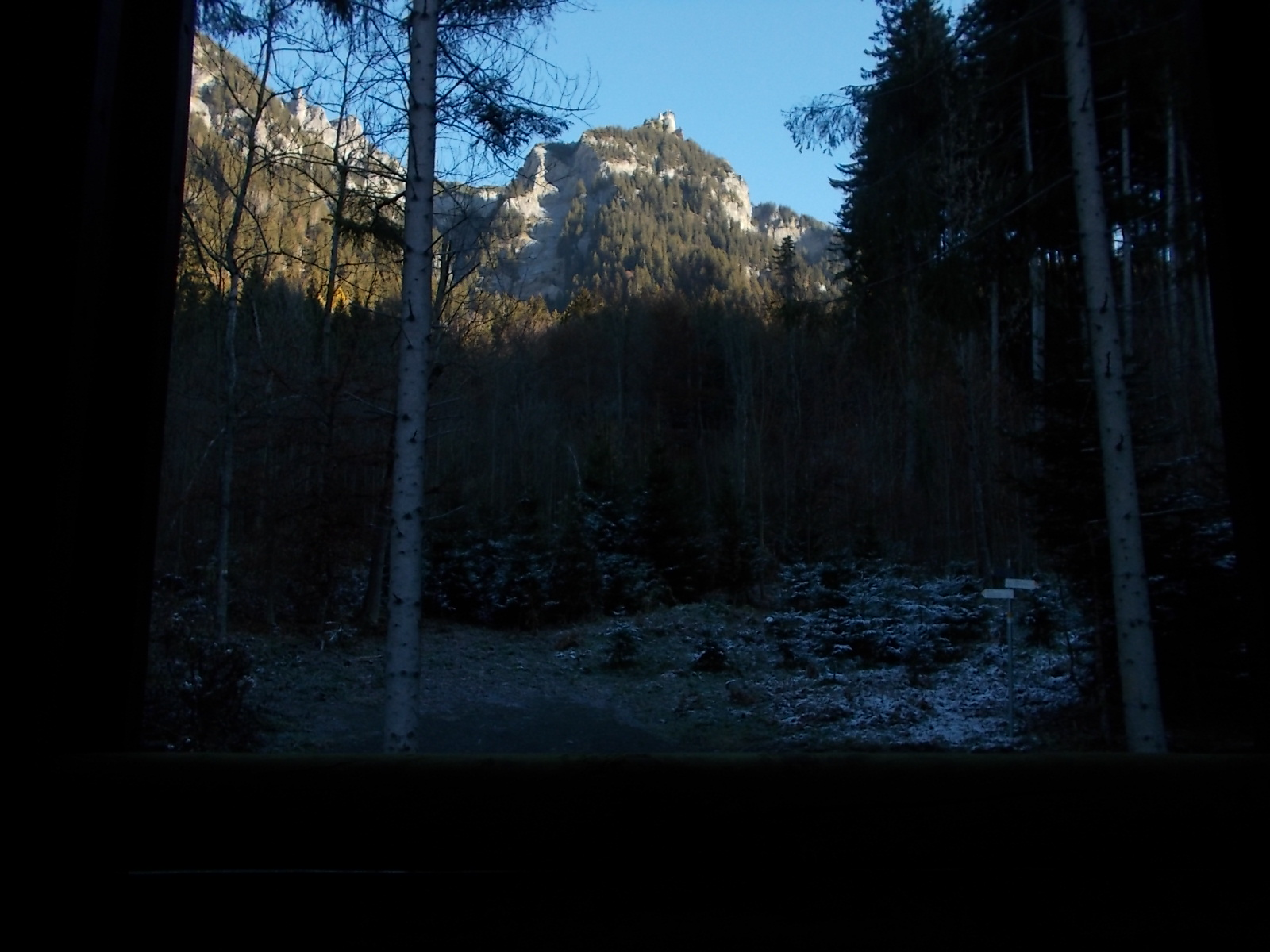
Der schroffe Talschluss des Grubser Tobels mit dem Stierkopf in der Mitte (Blick von der Hellwaldhütte)
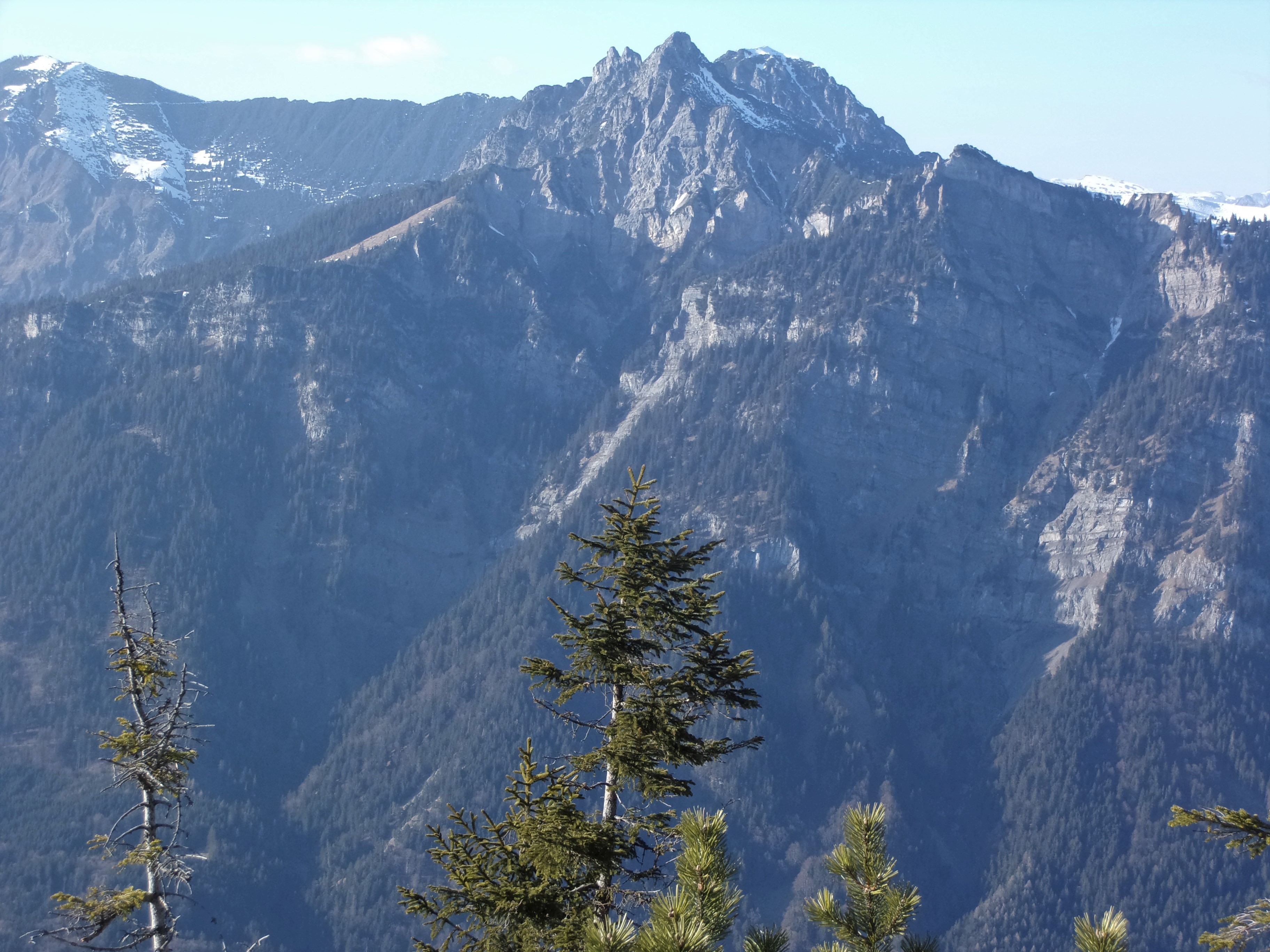
Äußeres Grubser Tobel links der Fichte, darüber die Elsspitze (1980 m), rechts hinter ihr das schneebedeckte Breithorn (Gaisberg, 2009 m). Rechts das Innere Grubser Tobel mit dem Stierkopf darüber.
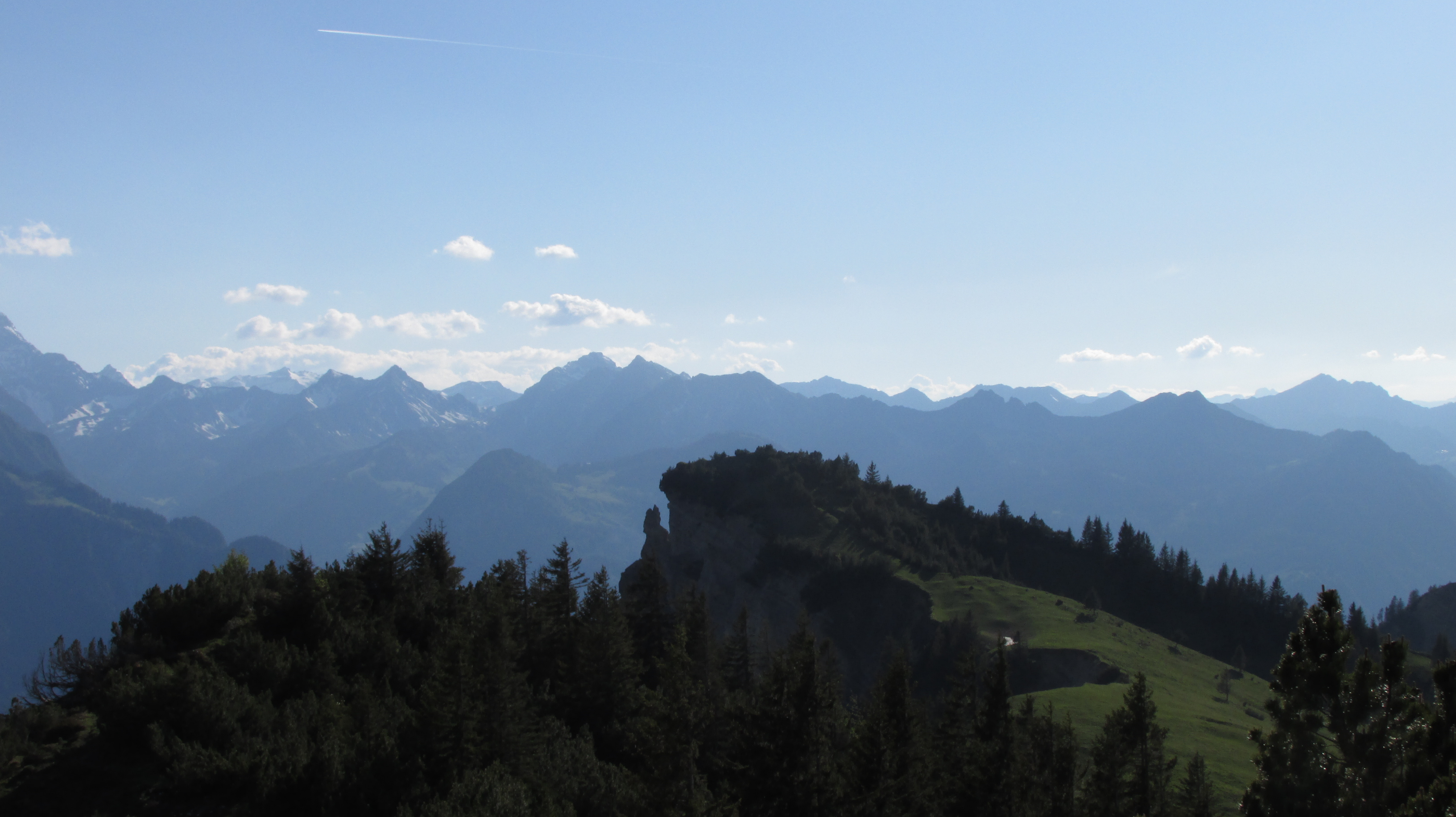
Blick vom Anstieg zur Gamsfreiheit: Die von Norden ansteigenden Weideflächen der Elsalpe stürzen nach Süden schroff ins Innere Grubser Tobel ab. Über dem Steilabbruch der Stierkopf.
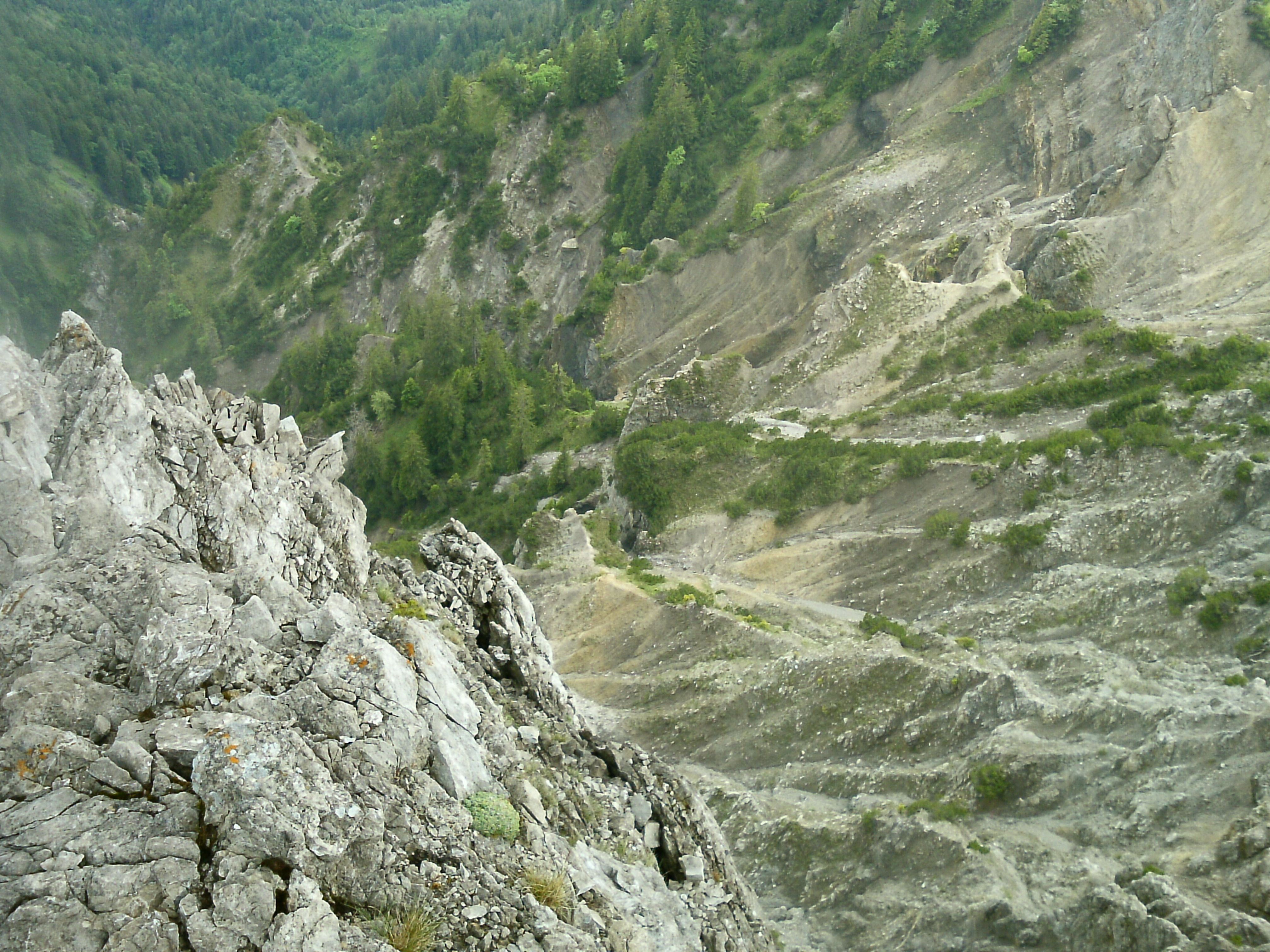
Blick aus knapp 1900 m Höhe in die Abgründe des Äußeren Grubser Tobels.
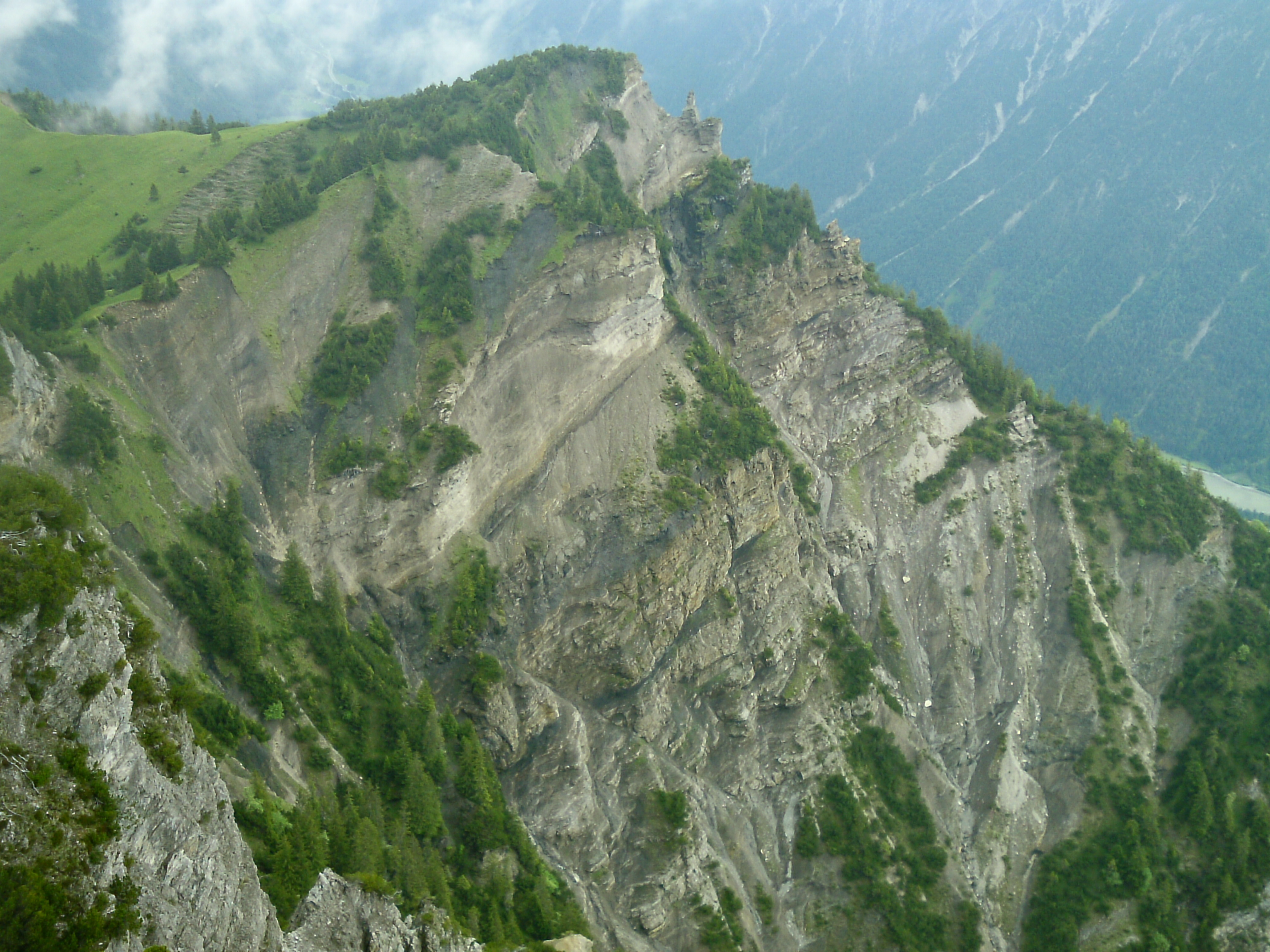
Stierkopf (1801 m) von einem Zacken (1888 m, nahe dem Elsfürkele), rechts unten Alfenzwerk-Stausee Radin.